# Choliambos
Choliambos (také skazón, tj. kulhavý) je řecké časoměrné třístopé metrum. Jde v podstatě o pozměněný senár, pouze třetí stopa, v senáru jamb, je v choliambu spondej. Celkově se tedy senár skládá ze dvou jambů a jedné spondeje, jeho schéma je u-u---. Za jeho zakladatele je pokládán básník Hippónax z Efezu, brzy se rozšířil převážně v žánru satiry, později byl využíván i k básním obhajobným a didaktickým. Choliamb vyvolává dojem překvapivý, neobvyklý a nepříjemný, například vyčítavý.